# Шумейко, Виктор Иванович
Виктор Иванович Шумейко (9 ноября 1939, Михайловская, Краснодарский край — 11 сентября 2019, Ростов-на-Дону) — советский и российский учёный в области строительной науки, ректор (1987—2007) и президент (2007—2012) РГСУ. Почётный член РААСН (2004).

## Биография
Родился 9 ноября 1939 года в станице Михайловской, Краснодарского края.
С 1963 года после окончания с отличием Ростовского инженерно-строительного института поступил в аспирантуру и после защиты диссертации на учёную степень кандидата технических наук с 1964 по 1973 годы работал в РИСИ — ассистентом, старшим преподавателем, доцентом и профессором кафедры сопротивления материалов.
С 1973 по 1980 год — декан строительного факультета РИСИ. С 1980 по 1987 год — проректор по учебной работе РИСИ. С 1987 по 2007 год — ректор РГСУ.
С 2007 по 2012 год — президент РГСУ. С 2012 по 2016 год — заведующий кафедрой Строительство уникальных зданий и сооружений ДГТУ, с 2016 по 2018 год — советник ректора ДГТУ.
Помимо основной деятельности с 2004 по 2013 годы был депутатом Законодательного собрания Ростовской области III и IV созывов, был председателем Комиссии по мандатным вопросам и депутатской этике
Умер 11 сентября 2019 года в городе Ростов-на-Дону.

## Награды

### Ордена
- Орден «За заслуги перед Отечеством» IV степени (№ 1112 от 16.03.1999)
- Орден Дружбы народов (№ 209 от 26.01.1994)
- Орден Почёта (№ 13351 от 4.02.2004)

### Премии
- Премия Правительства Российской Федерации в области образования (№ 792 от 15.12.2004)

### Звания
- Заслуженный работник высшей школы Российской Федерации (20.04.2010)
- Почётный работник высшего профессионального образования Российской Федерации (04.11.99 № 08-294)